# Mortimer Elwyn Cooley
Mortimer Elwyn Cooley (Canandaigua, 28 de março de 1855 – 1944) foi um engenheiro mecânico estadunidense, oficial da Marinha dos Estados Unidos, professor de engenharia mecânica da Universidade de Michigan, que foi presidente da Sociedade dos Engenheiros Mecânicos dos Estados Unidos em 1919-1920.

## Publicações selecionadas
- Cooley, Mortimer E. Annual report[s, and Final report] of the Block Singal and Train Control Board to the Interstate Commerce Commission. Washington, Govt. Print. Off., 1909-12.
- Cooley, Mortimer E. Report on proposed Belle Isle bridge by the Consulting board, Bell Isle bridge division of engineering and construction, Department of public works. Detroit, 1918.
- Cooley, C. M. E., and Mortimer Elwyn. The Cooley genealogy, the descendants of Ensign Benjamin Cooley, an early settler of Springfield and Longmeadow, Massachusetts; and other members of the family in America. Rutland VT, The Tuttle Pub. Co (1940).
- Mortimer E. Cooley & Vivien B. Keatley. Scientific blacksmith, by Mortimer E. Cooley, with the assistance of Vivien B. Keatley. Ann Arbor, Univ. of Michigan Press, 1947.